# SES (기업)
SES S.A.는 인공위성을 소유, 운영하는 다국적 기업이다. 룩셈부르크에 본사를 두고 있으며, 룩셈부르크 증권 거래소와 유로넥스트에 SESG의 시세 기호로 상장되어 있다.

## 같이 보기
- O3b 위성